# Davidson (Carolina do Norte)
Davidson é uma vila localizada no estado norte-americano da Carolina do Norte, no Condado de Iredell e Condado de Mecklenburg. É mais conhecida por sediar a Davidson College, faculdade de artes liberais onde estudaram o presidente Woodrow Wilson, o ministro britânico George Osbourne e o jogador de basquete Stephen Curry.

## Demografia
Segundo o censo norte-americano de 2000, a sua população era de 7139 habitantes.
Em 2006, foi estimada uma população de 8760, um aumento de 1621 (22.7%).

## Geografia
De acordo com o United States Census Bureau tem uma área de 13,1 km², dos quais 12,6 km² cobertos por terra e 0,5 km² cobertos por água.

## Localidades na vizinhança
O diagrama seguinte representa as localidades num raio de 16 km ao redor de Davidson.